# Seznam německy píšících spisovatelů
Seznam německy píšících spisovatelů obsahuje přehled některých významných spisovatelů, narozených nebo převážně publikujících v Německu či píšících německy.

## A
- Abraham a Sancta Clara (1644–1709; vl. jménem Johann Ulrich Megerle), rakouský kazatel
- Alexander Abusch (1902–1982), německý spisovatel, kritik a kulturní politik NDR
- Engelbert Adam (1850–1919), německy píšící básník a dramatik ze Slezska
- Bruno Adler (1889–1968), prozaik a literární historik, původem z Karlových Varů
- Ernst Adler (1903–1937), autor dětské literatury a překladatel
- Friedrich Adler (1857–1938), židovský básník a dramatik, spjatý s Prahou
- Hans Günther Adler (1910–1988), prozaik, lyrik a esejista, původem z Prahy
- Paul Adler (1878–1946), židovský prozaik, básník, esejista a překladatel spjatý s Prahou
- Theodor Wiesengrund Adorno (1903–1969), německý filosof, sociolog, estetik, hudební teoretik a komponista
- Johannes Agricola (1494–1566; vl. jménem J. Schnitter), německý spisovatel, kazatel a učitel
- Georgius Agricola (1494–1555; vl. jménem Georg Bauer), autor spisů o hornictví a minerálech
- Leopold Ahlsen (* 1927; vl. jménem Helmut Alzmann), dramatik, autor rozhlasových a televizních her
- Ilse Aichingerová (1921–2016), rakouská prozaička, básnířka a autorka rozhlasových her
- Albrecht von Eyb (1420–1475), německý raněhumanistický spisovatel
- Willibald Alexis (1798–1871; vl. jménem Wilhelm Häring), německý spisovatel a publicista
- Peter Altenberg (1859–1919; vl. jménem Richard Engländer), rakouský básník
- Jean Améry (1912–1978; vl. jménem Hans Mayer), rakouský prozaik, filosof a esejista
- Günther Anders (1902–1992), rakouský spisovatel, esejista a filosof společnosti
- Alfred Andersch (1914–1980), německý spisovatel, autor rozhlasových her a esejista
- Johann Valentin Andreae (1586–1654), německý spisovatel, filosof a teolog
- Lou Andreas-Salomé (1861–1937), německá prozaička a esejistka
- Stefan Andres (1906–1970), německý prozaik, básník a dramatik
- Angelus Silesius (1624–1677; vl. jménem Johannes Scheffler), významný lyrik německého baroka
- Anton Ulrich von Braunschweig-Wolfenbüttel (1633–1714), německý prozaik období baroka
- Ludwig Anzengruber (1839–1889; vl. jménem L. Gruber), rakouský dramatik, prozaik a publicista
- Bruno Apitz (1900–1979), německý prozaik
- Erich Arendt (1903–1984), německý básník a překladatel
- Frank Arnau (1894–1976), švýcarský spisovatel a dramatik
- Ernst Moritz Arndt (1769–1860), německý spisovatel a politický publicista
- Bettina von Arnim (1785–1859), německá spisovatelka
- Achim von Arnim (1781–1831), německý romantický básník a prozaik
- Gottfried Arnold (1666–1714), německý teolog a básník duchovních písní
- Johannes Arnold (1928–1987), německý prozaik
- Hans Arp (1887–1966), německý malíř, sochař a básník, spoluzakladatel dadaistického hnutí
- Hans Carl Artmann (1921–2000), rakouský básník a prozaik, autor experimentálních textů
- Herbert Asmodi (* 1923), německý dramatik a autor televizních her
- Jakob Audorf (1835–1898), německý dělnický básník
- Berthold Auerbach (1812–1882; vl. jménem Baruch Moses Auerbacher), německý prozaik, publicista a dramatik
- Erich Auerbach (1892–1957), německý literární vědec
- Frau Ava (? –1127), rakouská poustevnice, první německy píšící žena

## B
- Ingeborg Bachmannová (1926–1973), rakouská lyrička a prozaička
- Johannes Robert Becher (1891–1958), německý básník a literární teoretik, významný představitel expresionismu
- Gottfried Benn (1886–1956), německý básník a prozaik
- Max Bense (1910–1990), literární teoretik a filozof
- Thomas Bernhard (1931–1989), rakouský spisovatel a dramatik
- Horst Bienek (1930–1990), romanopisec
- Maxim Biller (* 1960), prozaik a sloupkař
- Heinrich Böll (1917–1985), německý spisovatel
- Alfred Edmund Brehm (1829–1884), zoolog
- Jurek Becker (1937–1997), německý prozaik
- Bertolt Brecht(1898–1956), německý dramatik a prozaik

## C
- Hanns Cibulka (1920–2004), německý spisovatel, autor deníků a básník.
- Adelbert von Chamisso (1781–1838), německý básník a botanik

## D
- Alfred Döblin (1878–1957), expresionistický spisovatel

## E
- Hans Magnus Enzensberger (1929–2022), básník, spisovatel, překladatel a redaktor

## F
- Lion Feuchtwanger (1884–1958), německý romanopisec a dramatik
- Claus Cornelius Fischer (1951–2020), německý spisovatel, překladatel a scenárista
- Anne Franková (1929–1945), dívka z německé židovské rodiny ukrývající se před nacisty v Amsterdamu, známá svým deníkem
- Heinrich von Freiberg (působil koncem 13. století), německý básník

## G
- Stefan George (1868–1933), básník
- Heinrich Wilhelm von Gerstenberg (1737–1823), německý spisovatel, básník a kritik
- Johann Wolfgang von Goethe (1749–1832), německý básník, prozaik, dramatik a politik
- Hans Jakob Christoffel von Grimmelshausen (1622–1676), německý barokní spisovatel
- Jacob Grimm (1785–1863), jazykovědec a pohádkář
- Wilhelm Grimm (1786–1859), jazykovědec a pohádkář
- Oskar Günther (1894–1931), básník, dramatik a novelista

## H
- Nino Haratischwiliová (* 1983), divadelní režisérka, dramatička a spisovatelka
- Heinrich Heine (1797–1856), německý prozaik, básník, publicista a esejista
- Helmut Heißenbüttel (1921–1996), literární teoretik a spisovatel
- Johann Gottfried Herder (1744–1803),  německý spisovatel a filosof,
- Robert Hohlbaum (1886–1955), německy píšící dramatik, spisovatel a knihovník
- Ernst Theodor Wilhelm Hoffmann (1776–1822), romanopisec, divadelní kritik a dramatik
- Rolf Hochhuth (1931–2020), německý spisovatel a dramatik
- Thomas Hürlimann (* 1950), švýcarský prozaik a dramatik

## J
- Jan ze Žatce (asi 1350–1414/1415), literát, pedagog, městský písař, městský notář a správce městské školy v Žatci

## K
- Franz Kafka (1883–1924), pražský židovský spisovatel
- Norbert Conrad Kaser (1947–1978), jihotyrolský avantgardní básník
- Erich Kästner (1899–1974), novinář a autor knih pro děti
- Daniel Kehlmann (* 1975), spisovatel
- Victor Klemperer (1881–1860), spisovatel a literární historik, romanista
- Karel Klostermann (1848–1923), realistický spisovatel Pošumaví, německy psal pouze v počátcích své spisovatelské kariéry
- Christian Kracht (* 1966), spisovatel

## L
- Siegfried Lenz (1926–2014), německý spisovatel
- Gotthold Ephraim Lessing (1729–1781), kritik a dramatik
- Jonas Lüscher (* 1976), švýcarský spisovatel a esejista
- Martin Luther (1483–1546), teolog

## M
- Heinrich Mann (1871–1950), německý spisovatel
- Klaus Mann (1906–1949), romanopisec
- Thomas Mann (1875–1955), německý prozaik a esejista, držitel Nobelovy ceny za literaturu za rok 1929
- Karel May (1842–1912), romanopisec
- Gustav Meyrink (1868–1932), romanopisec, autor románu Golem
- Terézia Mora (* 1971), německy píšící autorka maďarského původu
- Christian Morgenstern (1871–1914), básník a prozaik, předchůdce dadaismu
- Robert Musil (1880–1942), romanopisec a kritik

## R
- Erich Maria Remarque (1898–1970), německý pacifistický spisovatel
- Hans-Peter Raddatz (* 1941), německý orientalista, publicista a obchodník
- Rainer Maria Rilke (1875–1956), lyrik pražského původu

## S
- Anna Seghersová (1900–1981), spisovatelka
- Friedrich Schiller (1759–1805), německý spisovatel, básník, dramatik, estetik a historik
- Bernhard Schlink (* 1944), spisovatel a profesor historie práva
- Peter Stamm (* 1963), švýcarský prozaik
- Ingo Schulze (* 1962), spisovatel
- Kurt Schwitters (1887–1948), básník a malíř
- Johann Adam Steinmetz (1689–1762), evangelický teolog a spisovatel
- Adalbert Stifter (1805–1868), rakouský spisovatel, malíř a pedagog

## T
- Kaspar von Teutleben (1576–1629), právník, diplomat a spisovatel
- August Thieme (1780–1860), německý básník
- Sophie Tieck (1775–1833), německá romantická spisovatelka
- Christoph August Tiedge (1752–1841), německý básník
- Werner Tiltz (* 1944), německý průmyslník, ekonom a spisovatel
- Georg Trakl (1887–1914), rakouský expresionistický lyrik
- Franz Tumler (1912–1998), rakouský spisovatel

## U
- Friedrich von Uechtritz (1800–1875), německý básník a právník
- Ludwig Uhland (1787–1862), německý básník, literární vědec, právník a politik
- Johannes Urzidil (1896–1970), pražský německý spisovatel
- Johann Peter Uz (1720–1796), německý básník

## V
- Thomas Valentin (1922–1980), německý spisovatel
- Melchior Vischer (1895–1975), německý spisovatel a režisér, původem z Teplic
- Max Vogler (1854–1889), německý spisovatel, literární kritik a historik
- Johann Heinrich Voß (1751–1826), německý spisovatel

## W
- Peter Weiss (1916–1982), německý spisovatel
- Christoph Martin Wieland (1733–1813), německý spisovatel a překladatel
- Takis Würger (* 1985), německý novinář a spisovatel

## Z
- Maximilian Zander (1929–2016), německý chemik a spisovatel
- Julius Wilhelm Zinkgref (1591–1635), německý spisovatel
- Carl Zuckmayer (1896–1977), německý spisovatel
- Arnold Zweig (1887–1968), německý prozaik a dramatik
- Stefan Zweig (1881–1942), rakouský prozaik židovského původu, esejista, básník a překladatel
- Gerhard Zwerenz (1925–2015), německý spisovatel a politik